# Alice Greene
Alice Greene (n. 15 octombrie 1879, Upton⁠(d), West Northamptonshire⁠(d), Anglia, Regatul Unit al Marii Britanii și Irlandei – d. 26 octombrie 1956, Saint Brelade⁠(d), Jersey) a fost o jucătoare de tenis britanică, medaliată olimpică. A participat la o ediție a Jocurilor Olimpice (1908) în care a câștigat o medalie de argint.

## Participări
Lista de mai jos prezintă principalele competiții la care a participat Alice Greene de-a lungul carierei.
- tennis at the 1908 Summer Olympics – women's indoor singles[*]